# گائو آئو
گائو آئو (انگلیسی: Gao Ao؛ زادهٔ ۲۶ ژوئیهٔ ۱۹۹۰) بازیکن زن واترپلو اهل چین است.
وی در مسابقات کشوری و بین‌المللی در مجموع برندهٔ ۱ مدال طلا، ۱ مدال برنز شده‌است.